# Connecticut-floden
Connecticut-floden er den største flod i New England, USA. Den udspringer i Connecticut Lakes, hvorfra den flyder sydover gennem New Hampshire, langs grænsen mellem New Hampshire og Vermont, gennem det vestlige Massachusetts til Connecticut, hvorfra den udmunder i Atlanterhavet. Den har en samlet længde på 655 km og afvander et område på omkring 29.000 km².
Floden transporterer betydelige mængder af silt, især med smeltevandet om foråret, og dette materiale har gennem tiden udviklet sig til en stor sandbanke i nærheden af udmundingen i havet.